# جایزه بزرگ جهانی تکواندو ۲۰۱۶
جایزه بزرگ جهانی تکواندو ۲۰۱۶، چهارمین دوره مسابقات جایزه بزرگ جهانی تکواندو بود که به خاطر سال المپیک بودن بر خلاف ۲۰۱۵، در یک مرحله و در باکو، جمهوری آذربایجان در تاریخ ۹ و ۱۰ دسامبر برگزار شد. این مسابقات شامل ۸ وزن المپیکی (۴ وزن مردان و ۴ وزن زنان) بود.

## خلاصه مدال

### مردان
| رویداد | طلا                     | نقره                     | برنز                     |
| ۵۸ ک‌گ  | کارلوس ناوارو · مکزیک   | کیم تائه-هون · کرهٔ جنوبی | خسوس تورتوسا · اسپانیا   |
| ۶۸ ک‌گ  | لی دائه-هون · کرهٔ جنوبی | جواد اشب · بلژیک         | Konstantin Minin · روسیه |
| ۸۰ ک‌گ  | میلاد بیگی · آذربایجان  | Seif Eissa · مصر         | آلبرت گاون · روسیه       |
| +۸۰ ک‌گ | سجاد مردانی · ایران     | Vladislav Larin · روسیه  | Roman Kuznetsov · روسیه  |

### زنان
| رویداد | طلا                              | نقره                                | برنز                                  |
| ۴۹ ک‌گ  | Charlie Maddock · بریتانیای کبیر | کیم سو-هوی (تکواندوکار) · کرهٔ جنوبی | Svetlana Igumenova · روسیه            |
| ۵۷ ک‌گ  | جید جونز · بریتانیای کبیر        | هدایه ملاک · مصر                    | Lee Ah-reum · کرهٔ جنوبی               |
| ۶۷ ک‌گ  | Oh Hye-ri · کرهٔ جنوبی            | Chuang Chia-chia · تایوان           | Elin Johansson · سوئد                 |
| +۶۷ ک‌گ | Bianca Walkden · بریتانیای کبیر  | ژنگ شویین · چین                     | Jackie Galloway · ایالات متحده آمریکا |

## جدول مدال‌ها
| رتبه            | کشور                      | طلا | نقره | برنز | مجموع |
| --------------- | ------------------------- | --- | ---- | ---- | ----- |
| ۱               | بریتانیای کبیر (GBR)      | ۳   | ۰    | ۰    | ۳     |
| ۲               | کرهٔ جنوبی (KOR)           | ۲   | ۲    | ۱    | ۵     |
| ۳               | آذربایجان (AZE)           | ۱   | ۰    | ۰    | ۱     |
| ۳               | ایران (IRI)               | ۱   | ۰    | ۰    | ۱     |
| ۳               | مکزیک (MEX)               | ۱   | ۰    | ۰    | ۱     |
| ۶               | مصر (EGY)                 | ۰   | ۲    | ۰    | ۲     |
| ۷               | روسیه (RUS)               | ۰   | ۱    | ۴    | ۵     |
| ۸               | بلژیک (BEL)               | ۰   | ۱    | ۰    | ۱     |
| ۸               | تایوان (TPE)              | ۰   | ۱    | ۰    | ۱     |
| ۸               | چین (CHN)                 | ۰   | ۱    | ۰    | ۱     |
| ۱۱              | اسپانیا (ESP)             | ۰   | ۰    | ۱    | ۱     |
| ۱۱              | ایالات متحده آمریکا (USA) | ۰   | ۰    | ۱    | ۱     |
| ۱۱              | سوئد (SWE)                | ۰   | ۰    | ۱    | ۱     |
| مجموع (۱۳ کشور) | مجموع (۱۳ کشور)           | ۸   | ۸    | ۸    | ۲۴    |